# Агамалиев, Джамиль
Джамиль Агамалиев (азерб. Cəmil Ağamalıyev; род. 31 августа 1974) — турецкий шахматист, гроссмейстер (2002).

## Биография
С Азербайджанской национальной сборной принимал участие в Олимпиаде U26 в Паранагуа в 1993 году. Команда заняла второе место.
В сентябре 2002 года выиграл 1-й турнир Каисса (категория 8) в Алуште.
Агамалиев тренировал Вахапа Шанала, ставшего впоследствии самым юным в истории Турции международным мастером, а позже — гроссмейстером.
Джамиль Агамалиев стал международным мастером в 1993 году, начиная с 2002 года имеет звание гроссмейстера. Проживает в Измире.

## Изменения рейтинга
| Графики недоступны из-за технических проблем. См. информацию на Фабрикаторе и на mediawiki.org. |